# 顧況
顧 況（こ きょう、725年 - 814年?）は、中国・唐の詩人。字は逋翁（ほおう）。号を華陽山人、また悲翁という。蘇州海塩県の出身。
今日では『華陽真逸詩』二巻などが残っている。